# Valter Neves
Valter Jorge Narciso Neves (Torres Vedras, 12 agosto 1983) è un hockeista su pista portoghese.

## Palmarès

### Club

#### Titoli nazionali
- Campionato portoghese: 3

Benfica: 2011-2012, 2014-2015, 2015-2016
- Coppa del Portogallo: 3

Benfica: 2009-2010, 2013-2014, 2014-2015
- Supercoppa del Portogallo: 2

Benfica: 2010, 2012
- Elite Cup: 1

Benfica: 2017

#### Titoli internazionali
- CERH European League: 2

Benfica: :2012-2013, 2015-2016
- Coppa CERS/WSE: 1

Benfica: 2010-2011
- Supercoppa d'Europa/Coppa Continentale: 3

Benfica: 2011-2012, 2013-2014, 2016-2017
- Coppa Intercontinentale: 2

Benfica: 2013, 2017